# Zwinne wytwarzanie
Zwinne wytwarzanie (ang. agile manufacturing) – koncepcja takiej organizacji wytwarzania, która zapewnia przewagę konkurencyjną poprzez ciągłe doskonalenie, szybką reakcję, systematyczne podnoszenie jakości, społeczną odpowiedzialność i koncentrację na potrzebach odbiorcy. Cechy te mają zapewnić producentowi możliwość działania i przetrwania na szybko zmieniających się i zatomizowanych rynkach.
Realizacja tej strategii wymaga odpowiedniej organizacji procesów, najczęściej, która przejawia się w technologicznej specjalizacji gniazd tworzących strukturę produkcyjną. Przedsiębiorstwo dzięki temu uzyskuje kluczową dla zwinności elastyczność. Wymagane też jest do osiągnięcia zwinności, gotowość do zmian oraz przystosowanie do warunków otoczenia. Osiągane jest to dzięki odpowiednio dobranemu i wyszkolonemu personelowi oraz współpracy z dostawcami, klientami i konkurencją.

## Cechy zwinności
Cechami zwinności są:
- włączenie klienta do procesu projektowania i wytwarzania
- szybka odpowiedź na potrzeby klienta
- indywidualne produkty zgodne z wymaganiami klienta
- gotowość do zmian, w tym rekonfiguracji

## Zastosowanie
Strategia zwinności znajduje zastosowanie w produkcji jednostkowej lub małoseryjnej produktów o dużym stopniu złożoności. W taki sposób spełnia się postulaty zwinności, to znaczy orientacja na klienta i szybka reakcja na jego indywidualne potrzeby.